# Албанія на літніх Олімпійських іграх 2012
Албанія на літніх Олімпійських іграх 2012 року, які проходили в Лондоні, була представлена 10 спортсменами (6 чоловіками і 4 жінками) у 5 видах спорту — легка атлетика, плавання, стрільба, дзюдо і важка атлетика. Прапороносцем на церемонії відкриття Олімпійських ігор була важкоатлетка Ромела Бегай.
Албанія всьоме  взяла участь у літніх Олімпійських іграх. Албанські спортсмени не завоювали жодної медалі.

## Важка атлетика
| Спортсмен       | Дисципліна         | Ривок (kg) | Поштовх (кг) | Разом (кг) | Місце |
| --------------- | ------------------ | ---------- | ------------ | ---------- | ----- |
| Брікен Калья    | до 69 кг, чоловіки | 143        | 177          | 320        | 9     |
| Даніель Годеллі | до 69 кг, чоловіки | 142        | DNF          | —          | DNF   |
| Ендрі Каріна[a] | до 94 кг, чоловіки | 155        | 195          | 350        | 14    |
| Ромела Бегай    | до 58 кг, жінки    | 101        | 115          | 216        | 11    |

## Дзюдо
| Спортсмен         | Категорія     | 1/32                            | 1/16                                  | Чвертьфінал        | Півфінал           | Втішний раунд      | Фінал / ББ         | Фінал / ББ |
| Спортсмен         | Категорія     | Суперник Результат              | Суперник Результат                    | Суперник Результат | Суперник Результат | Суперник Результат | Суперник Результат | Місце      |
| ----------------- | ------------- | ------------------------------- | ------------------------------------- | ------------------ | ------------------ | ------------------ | ------------------ | ---------- |
| Майлінда Келменді | −52 кг, жінки | Яана Сундберг (FIN) W 0020–0001 | Крістіанн Легентіль (MRI) L 0101–1001 | не пройшла         | не пройшла         | не пройшла         | не пройшла         | не пройшла |

## Легка атлетика
Трекові і шосейні дисципліни
| Клодіана Шала | 200 м, жінки | не змагалася через травму | не змагалася через травму | не змагалася через травму | не змагалася через травму | не змагалася через травму | не змагалася через травму | не змагалася через травму | не змагалася через травму |

Польові дисципліни
| Адріатік Ходжа | штовхання ядра, чоловіки | 17.58 | 37 | не пройшов | не пройшов | не пройшов | не пройшов | не пройшов | не пройшов |

## Плавання
| Спортсмен   | Дисципліна                     | Гіт      | Гіт   | Півфінал   | Півфінал   | Фінал      | Фінал      |
| Спортсмен   | Дисципліна                     | Час      | Місце | Час        | Місце      | Час        | Місце      |
| ----------- | ------------------------------ | -------- | ----- | ---------- | ---------- | ---------- | ---------- |
| Сідні Ходжа | 100 м вільним стилем, чоловіки | 51.11 NR | 37    | не пройшов | не пройшов | не пройшов | не пройшов |
| Ноель Борші | 100 м батерфляєм, чоловіки     | 1:05.49  | 40    | не пройшов | не пройшов | не пройшов | не пройшов |

## Стрільба
| Спортсмен    | Дисципліна                            | Кваліфікація | Кваліфікація | Фінал      | Фінал      |
| Спортсмен    | Дисципліна                            | Бали         | Місце        | Бали       | Місце      |
| ------------ | ------------------------------------- | ------------ | ------------ | ---------- | ---------- |
| Арбен Кукана | пневматичний пістолет, 10 м, чоловіки | 577          | 20           | не пройшов | не пройшов |
| Арбен Кукана | пістолет, 50 м, чоловіки              | 524          | 37           | не пройшов | не пройшов |